# Jablonka (district de Myjava)
Pour les articles homonymes, voir Jablonka.
```

```

Jablonka est un village de Slovaquie situé dans la région de Trenčín.

## Histoire
La première mention écrite du village date de 1957.

## Démographie

### Évolution de la population
| Année:               | 1994. | 2004.    | 2014.   | 2024.   |
| -------------------- | ----- | -------- | ------- | ------- |
| Nombre de personnes: | 600   | 517      | 482     | 474     |
| Différence:          |       | -13,83 % | -6,76 % | -1,65 % |

| Année:               | 2023. | 2024. |
| -------------------- | ----- | ----- |
| Nombre de personnes: | 474   | 474   |
| Différence:          |       | +0 %  |